# Флаг Октябрьского района (Оренбургская область)
Флаг Октя́брьского района — официальный символ Октябрьского муниципального района Оренбургской области Российской Федерации.
Флаг утверждён 25 июля 2003 года и внесён в Государственный геральдический регистр Российской Федерации с присвоением регистрационного номера 1273.
Флаг составлен на основании герба Октябрьского района, по правилам и соответствующим традициям вексиллологии, и отражает исторические, культурные, социально-экономические, национальные и иные местные традиции.

## Описание
«Флаг Октябрьского района представляет собой прямоугольное красное полотнище с соотношением ширины к длине 2:3, воспроизводящее в центре гербовую к композицию: окаймлённый жёлтым синий косой крест и в нём соединённые в такой же крест два жёлтых колоса».

## Обоснование символики
Октябрьский район в современных границах создан в 1965 году, однако история района содержит в себе многочисленные преобразования, изменения, реорганизации, что во флаге показано красным цветом поля флага. Одноимённый центр района — село Октябрьское, основано в 1785 году переселенцами из Тамбовской, Тульской, Воронежской губерний и первоначально называлось Дедово; в 1800 году, после слияния с селом Исаево — село Исаево-Дедово, впоследствии Каширинск. Соответственно и район назывался Исаевским, затем Каширинским и в 30-е годы XX века — Октябрьским.
Крест напоминает римскую цифру десять: октябрь — десятый месяц года.
Красный цвет в геральдике символизирует труд, жизнеутверждающую силу, мужество, праздник, красоту.
Колосья символизируют различные отрасли сельского хозяйства, на производстве которых специализируется Октябрьский район со своими степными равнинами.
Жёлтый цвет (золото) — символ высшей ценности, богатства, величия, постоянства, прочности, силы, великодушия, интеллекта и солнечного света.
Синий цвет дополняет колорит природы — по территории района протекают реки Салмыш, Большой Юшатырь, многочисленные небольшие речки, множество озёр.
Синий цвет (лазурь) — символ истины, чести и добродетели, чистого неба и водных просторов.